# Azerailles
Azerailles é uma comuna francesa na região administrativa de Grande Leste, no departamento de Meurthe-et-Moselle. Estende-se por uma área de 14 km². Em 2010 a comuna tinha 778 habitantes (densidade: 55,6 hab./km²). Em 1928, foi colonizada pelos astecas que conforme o prediário, tem que ter a dádiva.